# Rutherford Montgomery
Rutherford George Montgomery, ameriški pisatelj, * 12. april 1894, Severna Dakota, ZDA, † 3. julij 1985.
Montgomery je poznan po svojih zgodbah o živalih. O njih se je naučil veliko že kot otrok na družinski farmi.
Študiral je v Koloradu na Western State College. Med prvo svetovno vojno je sodeloval v letalskih enotah. Med letoma 1932 in 1937 je deloval kot sodnik, po letu 1938 pa je deloval kot svobodni književnik. Nekaj njegovih del je prevedenih v slovenščino.

## Dela
- Rumenooki
- Karkažu
- Broken Fang
- Kildee House
- Snowman
- The capture of West Wind